# Édifice des Commissaires
L'édifice des Commissaires est un édifice sur la rue de la Commune dans le quartier du Vieux-Montréal face au Vieux-Port de Montréal. 

## Histoire
Conçu par les architectes Alexander Cowper Hutchison et John William Hopkins de l’agence Hopkins et Wily, le bâtiment est construit entre 1874 et 1878, mais inauguré en 1876 après la vente du terrain et du bâtiment aux commissaires du port de Montréal. Ce bâtiment de style italien sert de siège de la commission portuaire pendant 100 ans avant d’être vendu et transformé en entrepôt.
En 1997, les propriétés Terra Incognita Inc., relié à la Fondation Daniel Langlois pour l'art, la science et la technologie, l'achète pour le restaurer et y aménager le club privé Le 357C,.